# 韩重赟
韓重贇（？—974年），磁州武安人，宋朝政治人物。

## 生平
五代十国后汉末年在枢密使郭威麾下，郭威建立后周朝。周世宗显德元年（954年），参与对北汉的高平之战，升任殿前司铁骑指挥使。之后转任殿前司控鹤军都指挥使。为赵匡胤“义社十兄弟”之一。显德七年（960年），韩重赟参与陈桥兵变协助赵匡胤建立宋朝，为“以翊戴功”功臣，升任侍卫亲军司马军主力龙捷左厢都指挥使。建隆元年（960年）五月，韩重赟从征潞州李筠，因功代替张光翰任侍卫马军都指挥使、领宁江军（夔州，时属后蜀，今重庆市奉节）节度使。九月，征淮南李重进，任淮南行营马步军都虞候。建隆二年（961年）七月，宋太祖杯酒释兵权，殿前都指挥使王审琦出为忠正军节度使，韩重赟继任殿前都指挥使、改领义成军（滑州，今河南滑县东南）节度使。当时殿前都点检、副都点检都不再设置，韩重赟成为殿前司第一长官。
建隆三年（962年）正月，宋太祖命韩重赟监督扩建皇城东北部，按洛阳宫殿图修建。乾德四年（966年）八月，黄河在滑州决口，韩重赟监督军士、民夫修筑河堤。乾德五年（967年），有人诬告韩重赟私取亲兵为心腹。赵匡胤大怒，没有调查就要杀死韩重赟。赵普劝谏：“亲兵，陛下必不自将，须择人付之。若重赟以谗诛，即人人惧罪，谁复为陛下将亲兵者。”赵匡胤于是在二月解除韩重赟的军职，出为彰德军（相州，今河南安阳）节度使。开宝二年（969年），宋太祖亲征北汉，任命韩重赟为北面都部署。开宝七年（974年）韩重赟去世，其子韩崇训、韩崇业。

## 延伸阅读
[在维基数据编辑]
 在维基文库阅读此作者作品
 《宋史·卷250》，出自脱脱《宋史》